# Tetraloniella julliani
Tetraloniella julliani là một loài Hymenoptera trong họ Apidae. Loài này được Pérez mô tả khoa học năm 1879.